# Jay Haley
Pour les articles homonymes, voir Haley.
Jay Haley (19 juillet 1923- 13 février 2007) est un pionnier américain de la thérapie familiale,  membre fondateur de l'École de Palo Alto.

## Biographie
En 1952, Jay Haley est en maîtrise en communication à l’Université Stanford de Palo Alto quand Gregory Bateson l'invite à travailler avec lui au sein de son projet sur l'étude du paradoxe de l'abstraction dans la communication. 
Haley rejoint le projet Bateson, déjà composé de l'étudiant en psychiatrie William Fry et de l'anthropologue John Weakland pour étudier des domaines très variés allant de l'humour au Zen (ils rencontrent Alan Watts et Daisetz Teitaro Suzuki) en passant par l'hypnose (ils rencontrent de nombreuses fois Milton Erickson de 1954 à 1960). En 1954, William Fry quitte le projet et est remplacé par le psychiatre Donald deAvila Jackson et le projet reçoit un financement pour deux ans de la part de la Fondation Macy pour l'étude de la communication chez les schizophrènes.  Ces études mèneront à la publication en 1956 de l'article fondateur de la thérapie familiale, Vers une théorie de la schizophrénie, dans lequel l'équipe introduit le concept de "Double contrainte".
En 1962, Haley rejoint Jackson et Weakland au sein du Mental Research Institute of Palo Alto où travaillent également Paul Watzlawick, Virginia Satir, Jules Riskin et Richard Fisch. Cette même année, il est cofondateur avec Jackson et Nathan Ackerman de la revue Family Process.
Il contribuera à compléter la théorie de communication interpersonnelle de Gregory Bateson caractérisé par le degré de symétrie, d'asymétrie et complémentarité des relations humaines inhérents aux interactions sociales.
En 1967, il rejoint Salvador Minuchin au “Philadelphia Child Guidance Clinic”  où il poursuit ses intérêts en formant des étudiants pendant dix ans. Il est alors aussi un membre actif du département de psychiatrie de l’Université de Pennsylvanie.
En 1976, Haley fonde avec Cloé Madanes le “Family Therapy Institute” de Washington, D.C., dont il prend sa retraite en 1995.

## Œuvres
- Jay Haley (trad. de l'anglais), Stratégies de la psychothérapie [« Strategies of Psychotherapy »], Toulouse, Erès, 2009, 327 p. (ISBN 978-2-7492-1028-5).
- (en) Jay Haley, Strategies of psychotherapy, New York, Grune and Stratton, 1963, 204 p. (ISBN 978-0-8089-0168-6).
- (en) avec Lynn Hoffman, Techniques of Family Therapy, 1967
- (en) Advanced Techniques of Hypnosis and Therapy : Selected Papers of Milton H. Erickson, M.D., 1967
- Jay Haley, Tacticiens du pouvoir : Jésus-Christ, le psychanalyste le schisophrène et quelques autres, Paris, ESF, 1991, 118 p. (ISBN 978-2-7101-0901-3).
- (en) Jay Haley, The power tactics of Jesus Christ, and other essays, New York, Grossman Publishers, 1969 (ISBN 978-0-670-57036-2).
- (en) Changing Families: a family therapy reader, 1971
- Jay Haley (trad. de l'anglais), Un thérapeute hors du commun : Milton H. Erickson, Paris, Desclée de Brouwer, 1995, 380 p. (ISBN 978-2-220-05916-7).
- (en) Problem Solving Therapy, 1976
- (en) Reflections on therapy and other essays, 1981
- Jay Haley, Ordeal therapy : une voie insolite de changement, Paris, IFHE Editions, 2004 (ISBN 978-2-9516690-9-3).
- (en) Conversations with Milton H. Erickson. Vol. 1-2-3, 1985
- (en) Learning & Teaching Therapy, 1996
- (en) avec Wendel Ray, Defining the Nature of Relationships: The Interactional Therapy of  Don D. Jackson
- (en) avec Madeleine Richeport-Haley, Directive Family Therapy
- Jay Haley (trad. de l'anglais), D'un âge à l'autre : thérapie familiale directive et cycle de vie, Paris, Éd. du Seuil, 2009, 321 p. (ISBN 978-2-02-099874-1).